# 松溉镇
松溉镇是重庆市永川区下辖的一个镇，距永川城区40公里，因境内松子山、溉（ji）水而得名。被列为第四批中国历史文化名镇。
曾名松既鎮，2005年恢復原名松溉鎮。
主要景点有夫子坟（南宋经学家陈少南之墓）、陈公堰（始建于明代的水利工程）、古县衙等。

## 行政区划
桥头溪乡下辖以下地区：
文昌宫社区、旗山村、打鱼河村、鱼岭村、新街子村、茅园村和松江村。